# Edward Wilmot Blyden

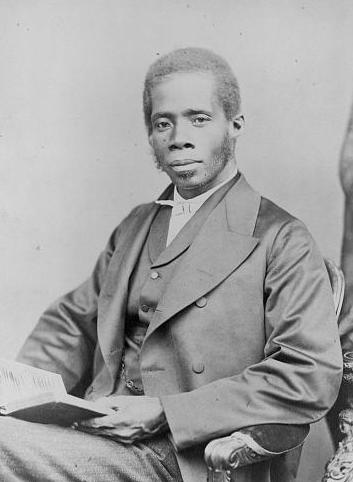
Edward Wilmot Blyden

Edward Wilmot Blyden (* 3. August 1832 auf Saint Thomas, Jungferninseln, Vereinigte Staaten; † 7. Februar 1912 in Freetown, Sierra Leone) war ein liberianischer Staatsmann und Panafrikanist westindischer Herkunft. Neben u. a. Joseph Ephraim Casely Hayford gilt Blyden als eine der führenden Figuren des westafrikanischen Nationalismus und des Panafrikanismus.

## Leben
Blyden wurde auf der Karibikinsel Saint Thomas, damals eine Kolonie Dänemarks, als drittes von sieben Kindern des Schneiders Romeo Blyden und der Lehrerin Judith Blyden geboren. Seit 1842 lebte die Familie in der venezolanischen Hafenstadt Puerto Cabello, wo der Knabe ein großes Interesse für das Erlernen von Sprachen entwickelte.

Blyden erkannte schon in seiner frühen Jugend die Nachteile und Ungerechtigkeiten gegenüber den afrikanischen Sklaven als Formen des kolonialen Rassismus. Nach seiner fünfjährigen Grundschulausbildung, die er wieder auf der Insel Saint Thomas absolvierte, trat er dort in die Bibel Class der Holländisch-reformierten Kirche von Reverent John P. Knox ein, der ihm 1850 zu einem Studium am amerikanischen Rutgers Theological College riet. In Begleitung von
Misses Knox reiste er in die Vereinigten Staaten ein, trotz der intensiven Unterstützung durch die Familie Knox fand er dort keine Schule, die ihn aufnehmen wollte, da der Nachweis der Hochschulreife fehlte. Auch nach Saint Thomas mochte er nicht zurückkehren, zufällig wurde er in New York auf die Aktivitäten der American Colonization Society (ACS) aufmerksam, die ständig Übersiedler nach Liberia anwarben und traf am 26. Januar 1851 in Monrovia ein. Er lebte zunächst im Haus der Familie des Americo-Liberianers B.V.R. James und besuchte die von der Presbyterianischen Kirche (Reverent David A. Wilson) betriebene Alexander High School. Mit Unterstützung Reverent Wilsons arbeitete er neben seiner schulischen Ausbildung von 1855 bis 1856 als Redakteur des Liberia Herald. Aus gesundheitlichen Problemen musste Wilson 1861 den Schuldienst aufgeben und Blyden übernahm auch dessen Stelle als Lehrer für Latein und Griechisch am Liberia College. Noch im Frühjahr erhielt Blyden die Gelegenheit zu einer Rundreise nach England, Schottland, den USA und Kanada, wo er als Commissioner to the General Assembly of the Presbyterian Church in Westafrica als erster Afrikaner mit den einflussreichsten Vertretern der Presbyterianischen Kirche zusammentraf. Nach seiner Rückkehr wurde er von der liberianischen Regierung „abgeworben“ und dem Außenministerium zugeteilt. Er reiste in diplomatischen Missionen noch mehrmals nach Europa (Großbritannien und Frankreich) sowie zu den benachbarten Kolonialgebieten Sierra Leone, Elfenbeinküste und Nigeria. Die dort erworbenen Eindrücke und Kenntnisse nutze er für seine spätere wissenschaftliche Arbeit und in seiner politischen Karriere als Staatssekretär (1862 bis 1864) und liberianischer Innenminister (1880 bis 1882).

In Monrovia war Blyden von 1862 bis 1864 als Dozent des Liberia College tätig und wurde für vier Jahre dessen Direktor (1880 bis 1884).

Die bisherigen liberianischen Regierungen hatten die wirtschaftliche Entwicklung des Landes stark vernachlässigt und eine zunehmende Auslandsverschuldung in Kauf genommen, dies führte um 1870 zum ersten Staatsbankrott Liberias, der eine Revolte der Americo-Liberianer gegen alle Staatsinstitutionen auslöste und mit dem gewaltsamen Tod des als Wirtschaftsexperten zum Präsidenten gewählten Großhandelskaufmann Edward J. Roye ihren Höhepunkt fand. Diese Ereignisse veranlassten Blyden in das vorübergehende Exil nach Sierra Leone zu gehen. Nach einer Beruhigung der Lage kehrte Blyden nach Liberia zurück und wurde während der Präsidentschaft von Alfred F. Russell von 1880 bis 1884 liberianischer Innenminister. Bei der Präsidentschaftswahl des Jahres 1884 unterlag er als Präsidentschaftskandidat seinem Gegenkandidaten Hilary R. W. Johnson.

Blyden kehrte danach der aktiven Politik den Rücken und widmete sich seiner wissenschaftlichen Arbeit. Bereits seit dem Exil in Sierra Leone beschäftigte ihn die Frage des religiösen Einflusses auf die Afrikaner. Von 1901 bis 1906 übernahm Blyden in Sierra Leone einen Lehrauftrag zur Ausbildung muslimischer Staatsbeamter.

## Schriften
Blyden gehörte seit seiner Übersiedlung nach Liberia zu den eifrigsten Unterstützern der American Colonization Society in Liberia, als Insider lieferte er dem ACS-Journal African Repository zahlreiche Aufsätze und Berichte über die Fortschritte und zunehmende Probleme der liberianischen Gesellschaft.
Als Autor verfasste er:
- A Voice from Bleeding Africa (1856)
- Hope for Africa (1861)
- Liberia's Offering (1862)
- The Negro in Ancient History (1869)
- The West African University (1872)
- From West Africa to Palestine (1873)
- Christianity, Islam and the Negro Race (1887)
- The Jewish Question (1898)
- West Africa before Europe (1905)[3]
- Africa Life and Customs (1908)